# Aaron Paul
Aaron Paul (Emmett, 27 augustus 1979) is een Amerikaanse acteur. Hij won in zowel 2010, 2012 als 2014 een Emmy Award voor best supporting actor in zijn rol als Jesse Pinkman in de misdaadserie Breaking Bad.

## Biografie
Paul werd geboren als Aaron Paul Sturtevant. Hij groeide op in Emmett, Idaho. Eind jaren 90 begon hij met acteren. Hij verscheen voornamelijk in televisieseries, maar nooit in meer dan twee afleveringen. Zijn acteeractiviteiten bleven in die tijd beperkt tot kleine bijrollen. Zo was hij in 1999 te zien in een aflevering van Beverly Hills, 90210 en 3rd Rock from the Sun. Hij kreeg ook kleine rollen in films als K-PAX (2001) en Mission: Impossible III (2006).
Paul beleefde in 2008 zijn grote doorbraak. Hij speelde vanaf dat moment als 'Jesse Pinkman' een van de hoofdpersonages in de misdaadserie Breaking Bad. De televisieserie won verscheidene prijzen en Paul werd meermaals geprezen om zijn acteerprestaties. Hij won in de vijf seizoenen dat de serie liep onder meer drie Emmy Awards, drie Saturn Awards en een Satellite Award voor zijn aandeel daarin. Paul verscheen van 2007 tot en met 2011 ook in veertien afleveringen van de serie Big Love van HBO.
Paul speelde in 2014 een rol in de film Need for Speed en in Exodus: Gods and Kings. In 2016 speelde hij de hoofdrol in de film Come and Find Me. Hij keerde in 2019 terug als Jesse Pinkman in de film El Camino: A Breaking Bad Movie.
Paul zal naast Karen Gillan en Beulah Koale de volgende ster zijn in de sciencefiction-thrillerfilm Dubbel (Dual), die volledig in Tampere, Finland wordt gefilmd.
Paul trouwde in 2013 met documentairemaakster Lauren Parsekian. Ze kregen in 2018 samen een dochter.

## Trivia
- Paul is te zien in de videoclip bij het nummer Thoughtless van metalband Korn.

- Bibsys: 11011846
- Biblioteca Nacional de España: XX5321598
- Bibliothèque nationale de France: cb166605568 (data)
- Catàleg d'autoritats de noms i títols de Catalunya: 981058511254306706
- Gemeinsame Normdatei: 140373020
- International Standard Name Identifier: 0000 0001 1461 591X
- Library of Congress Control Number: no2008130488
- MusicBrainz: 93ccab57-8b1f-48c5-a2f9-9a30dce38fe4
- Nationale Bibliotheek van Tsjechië: xx0186185
- Nationale Bibliotheek van Israël: 987007438728305171
- Nederlandse Thesaurus van Auteursnamen: 37703147X
- Système universitaire de documentation: 224209876
- Virtual International Authority File: 63828997
- WorldCat: E39PBJfh9XWqcpdCkkQcccVDMP